# Arkadija
Arkadija (starogrško Ἀρκαδία) je zgodovinska pokrajina v Grčiji na polotoku Peloponezu. Ime je dobila po mitološkem Arkadu, sinu nimfe Kaliste in Zevsa.
Regionalna enota Arkadija, ena izmed 74 upravno-političnih enot današnje Grčije, se ozemeljsko približno prekriva z zgodovinsko pokrajino, a je nekoliko večja.

## Zgodovina
Arkadija je bila pokrajina v osrednjem delu Peloponeza, na severu je mejila z Ahajo, na zahodu z Elido, na jugu z Lakonijo in Mesenijo, na vzhodu pa z Argolido. Po zaslugi pretežno goratega površja se je Arkadija izognila invaziji Dorcev, zato je ostala naseljena s pelazgijskimi plemeni, ki so se ukvarjala s poljedelstvom in živinorejo. Zaradi oddaljenosti od morja in večjih razvitih polisov (Korint, Atene, Šparta) je dolgo ostajala zaostala dežela brez večjih mest, skupnosti pa so bile povezane v ohlapno Arkadsko zvezo.
Antično arkadijsko mesto Tegeja omenja že Homer, v klasični dobi se je z njo kosala Mantineja (ustanovljena okoli 500 pr. n. št.), veliko pozneje pa je bil kot protiutež Šparti ustanovljen Megalopolis (371 pr. n. št.). Arkadija nikoli ni igrala pomembne vloge v zgodovini stare Grčije, čeprav so Arkadijci sloveli kot pogumni bojevniki in so služili kot najemniki v drugih grških polisih. Tako kot večji del Peloponeza je bila Arkadija v klasični dobi pod vplivom Šparte, po makedonski osvojitvi Grčije je podpirala makedonske kralje, nato pa je postala del Ahajske zveze, dokler je niso osvojili Rimljani.

## V kulturi
V starogrški tradiciji je bila Arkadija domači kraj Pana in revna dežela preprostih, poštenih in gostoljubnih pastirjev. V rimski in pozneje v renesančni književnosti je postala simbolno prizorišče naravnega in idiličnega življenja v bukolični poeziji in pastoralni dramatiki. Od tod izvira preneseni pomen besede arkadijski – »preprost, idiličen«.